# Marc Sangnier
Pour les articles homonymes, voir Sangnier.
Cet article possède un paronyme, voir Marc Sagnier.
Marc Sangnier, né le 3 avril 1873 à Paris et mort le 28 mai 1950 à Paris, est un journaliste et homme politique français.
Créateur du mouvement Le Sillon, il est un des promoteurs de la démocratie chrétienne. Il occupe aussi une place importante dans le mouvement de l'éducation populaire à travers les revues et mouvements qu'il a animés. Il est le pionnier du mouvement des auberges de jeunesse en France.

## Biographie

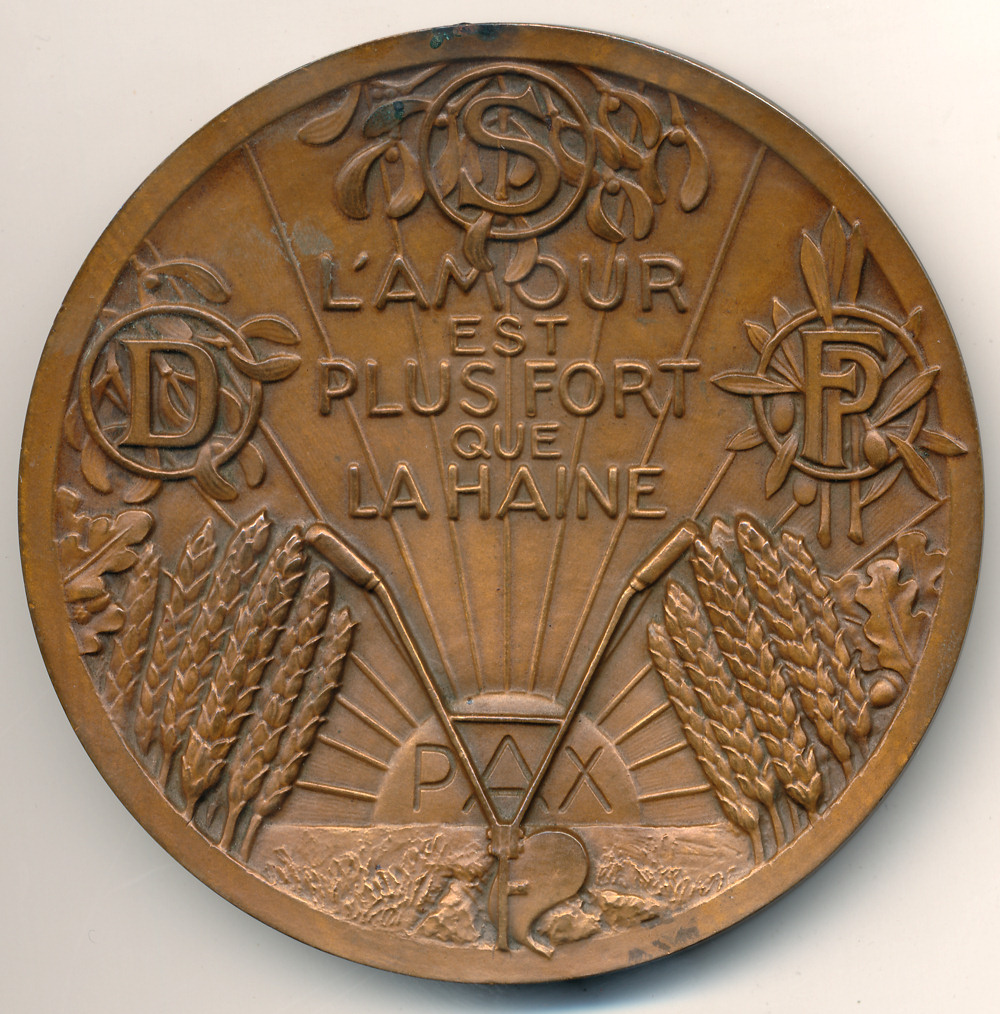
Revers de la médaille honorant Marc Sangnier, bronze, 81mm, œuvre de Lucien Bazor.

Né dans le milieu bourgeois parisien, fils de Félix Sangnier (1834-1928) et de Thèrèse Lachaud (1846-1920), Marc Sangnier est en outre le petit-fils de Charles Lachaud (1817-1882), originaire de Treignac (Corrèze), avocat bonapartiste de Marie Lafarge, de François Achille Bazaine et de Gustave Courbet, et de Louise Ancelot (1825-1887), filleule et légataire universelle d'Alfred de Vigny.
Marc Sangnier reçoit une éducation chrétienne. Il est élève au collège Stanislas de 1879 à 1894. C'est un brillant élève, il décroche un prix de philosophie en 1891 au concours général. Bachelier, il réussit ensuite en 1895 le concours d'entrée à l'École polytechnique avant d'obtenir une licence en droit en 1898.
Encore jeune étudiant en 1894, il anime un journal philosophique, Le Sillon, journal du mouvement pour un christianisme démocratique et social, fondé par son ami Paul Renaudin. Il travaille à cette publication avec des camarades du collège Stanislas de Paris, et en fait un lieu de réflexion politique, dans l'esprit du « Ralliement » des catholiques au régime républicain prôné par le pape Léon XIII et de son encyclique Rerum Novarum.

### Militant pour un catholicisme progressiste

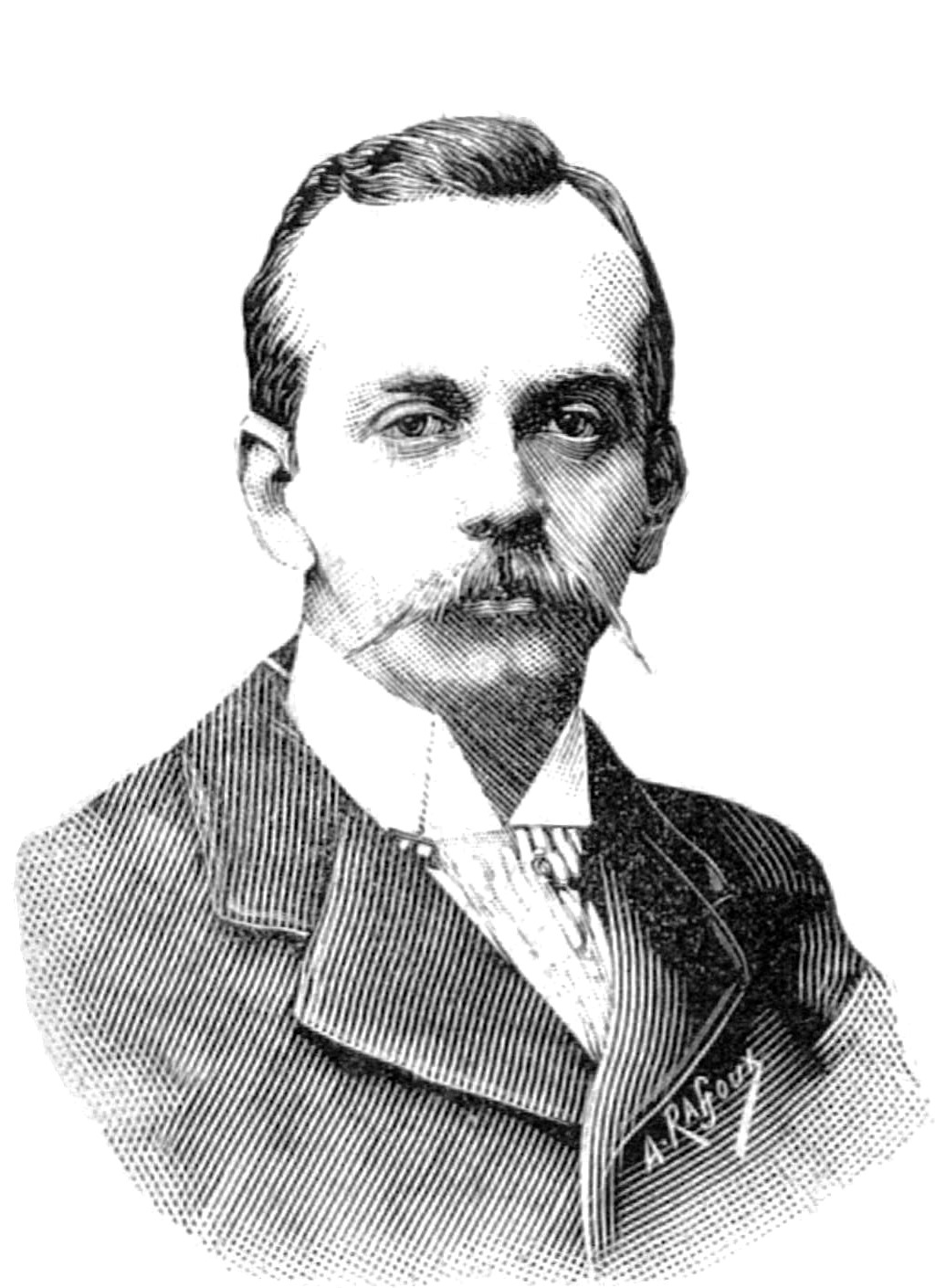
Marc Sangnier au début du XX.

En 1899, Le Sillon devient l'organe d'un vaste mouvement d'éducation populaire qui réunit la jeunesse ouvrière et les fils de notables afin de réconcilier les classes laborieuses avec l'Église et la République. En s'appuyant sur les patronages catholiques, Sangnier crée en 1901 des instituts populaires, avec son ami Henri du Roure, où ils donnent bientôt des cours et des conférences publiques. Lors du congrès national de 1905, près de mille cercles venus de la France entière sont ainsi représentés, l'année de la publication du roman de George Fonsegrive (qui avait permis le premier à Marc Sangnier d'exposer ses idées à un vaste public dans sa revue La Quinzaine), Le Fils de l'Esprit. Roman social, « livre de chevet de toute une jeunesse », où s'exprime par la fiction le projet de ces catholiques sociaux ralliés à la République.
« Le Sillon a pour but de réaliser en France la république démocratique. Ce n'est donc pas un mouvement catholique, en ce sens que ce n'est pas une œuvre dont le but particulier est de se mettre à la disposition des évêques et des curés pour les aider dans leur ministère propre. Le Sillon est donc un mouvement laïque, ce qui n'empêche pas qu'il soit aussi un mouvement profondément religieux ».
« À cette époque, les catholiques épousaient les idées de la droite ou de l'extrême droite, par ailleurs le Syllabus du pape Pie IX de 1864 condamnait le libéralisme. Marc Sangnier, catholique fervent, mais « sans pantoufles cléricales », lui, se disait républicain de gauche, même d'extrême gauche. Ce qui créait un grand tumulte, la droite le traitant de traître et la gauche d'hypocrite affirmant qu'on ne pouvait être catholique et républicain ».
Ainsi, le mouvement doit combattre l'opposition de l'extrême gauche marxiste qui parfois perturbe les réunions organisées par Le Sillon ou la presse de l'Action française monarchiste qui l'attaque à partir de 1906 en raison de ses positions démocratiques et sa politique de ralliement. Péguy l'attaque violemment. Charles Maurras entame alors une violente polémique avec Sangnier, publiant une série d'articles dans la Revue d'Action française et dans La Gazette de France qui sera plus tard réunie dans son ouvrage Le Dilemme de Marc Sangnier, lui-même repris en 1921 dans le recueil intitulé La Démocratie religieuse. Maurras, bien qu'affirmant son agnosticisme personnel, se fait le défenseur du catholicisme traditionnel qui lui apparaît à la fois comme un bienfait national et moral (il voit dans l'Église, le « temple des définitions du devoir » et « l'arche de salut des sociétés »).
Le vote en 1905 de la loi de séparation des Églises et de l'État constitue un nouveau tournant qui va créer un conflit entre les idées libérales du Sillon et l'épiscopat français. En 1910, dans la lettre Notre charge apostolique, le pape Pie X condamne les idées des sillonistes, la « fausse doctrine du Sillon » qui prône le nivellement des classes, la triple émancipation politique, économique et intellectuelle. Il déplore qu'un trop grand nombre de prêtres se fassent les apôtres de ces erreurs et les invite à se replacer désormais sous l'autorité du clergé. Marc Sangnier se soumet à la directive, mais décide peu après d'abandonner l'action religieuse pour la politique.
L'historien Jacques Prévotat indique que quelques années plus tard, en 1914, le même pape Pie X condamne la doctrine de l'Action française de Charles Maurras par une encyclique qui ne sera pas publiée. Elle sera officiellement condamnée par le pape Pie XI en 1926, puis réhabilitée par Pie XII en 1939, juste après son élection au pontificat.

### Militant social et pacifiste

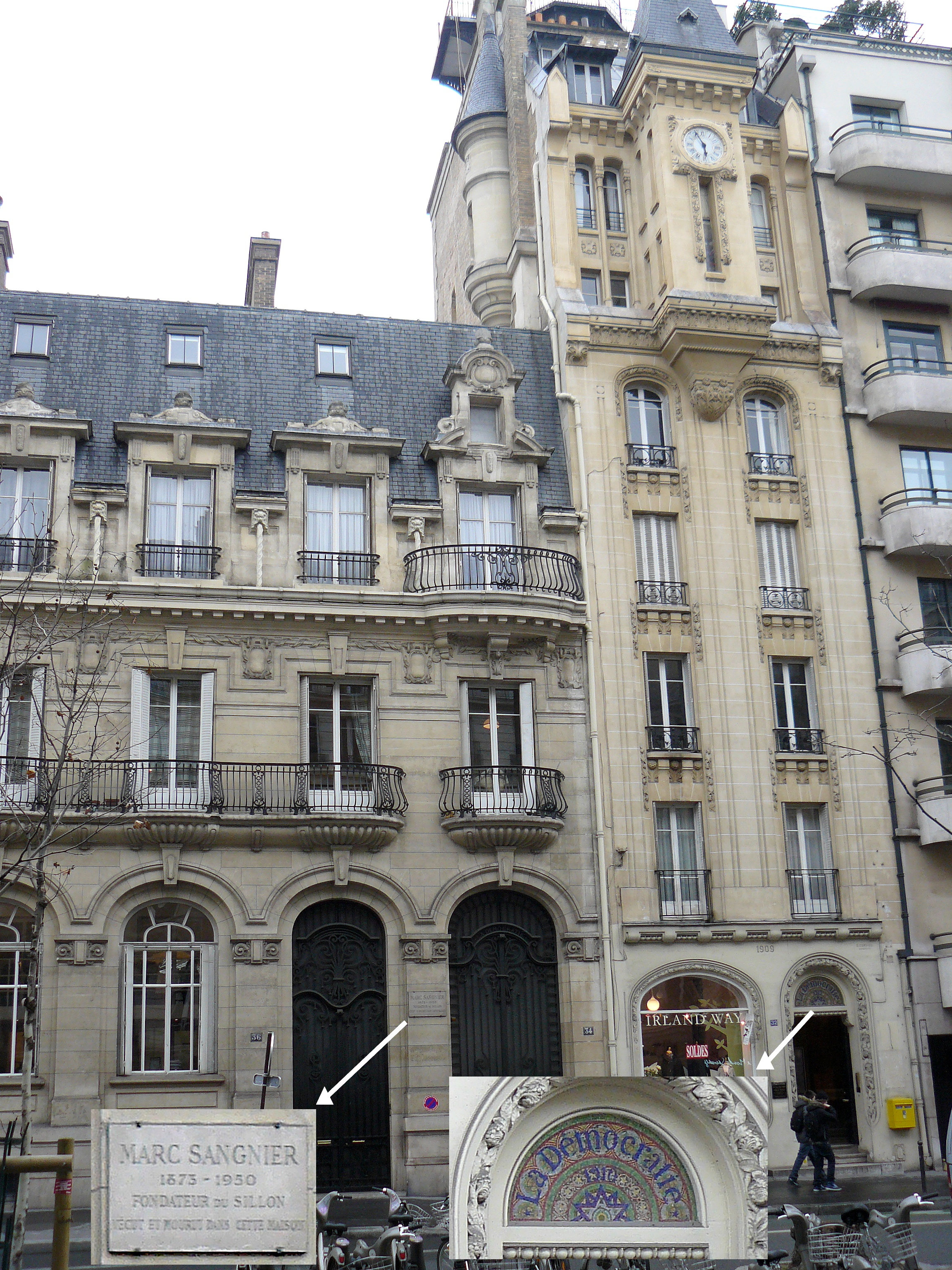
Maison de Marc Sangnier, boulevard Raspail, et immeuble de La Démocratie (1909).

Marc Sangnier fonde un quotidien, La Démocratie, puis, en 1912, la Ligue de la jeune République. Il milite pour l'égalité civique pour les femmes, le scrutin proportionnel et ébauche un véritable système avant-gardiste de législation sociale.
À la déclaration de guerre en 1914, il est mobilisé. Avec le grade de lieutenant, il sert pendant dix-huit mois sur le front et est décoré de la croix de Guerre avant d'obtenir la Légion d'honneur. La paix revenue, il se présente aux élections législatives et est élu député à la Chambre « bleu horizon ». Réactivant son mouvement Jeune-République, il défend l'idée d'une véritable réconciliation franco-allemande, mais ses idées pacifistes le mènent à un échec aux élections de 1929 et il décide d'abandonner la politique.
Il se consacre alors pleinement à la cause pacifiste. Après une rencontre avec Richard Schirrmann qui a initié les premières auberges de jeunesse en Allemagne, il reprend l'idée et ouvre la première auberge de jeunesse en France, baptisée « l'Épi d'or ». Celle-ci est construite en 1929 dans le hameau de Bierville dépendant de la commune à Boissy-la-Rivière (Seine-et-Oise), où il s'est installé en 1921 et dont il a été le maire entre 1925 et 1927. L'année suivante est fondée à son initiative la Ligue française pour les auberges de jeunesse.
Sans l'être lui-même, il soutient plusieurs objecteurs de conscience et témoigne à leurs procès,,,.
Marc Sangnier crée un nouveau périodique, L'Éveil des peuples, afin de faire connaître ses idées. Des personnalités comme Pierre Cot et René Cassin signent à l'occasion quelques articles dans son journal. Durant l'Occupation, après la défaite de 1940, il met l'imprimerie de son journal au service du Groupe de la rue de Lille (dont son fils est l'un des fondateurs). En 1944, Marc Sangnier est arrêté par la Gestapo et incarcéré pendant quelques semaines à la prison de Fresnes. À la Libération, il est élu député de Paris sous l'étiquette du MRP (Mouvement républicain populaire). Il meurt le 28 mai 1950.
Henri Guillemin fut son assistant à partir de 1923.
Il est le père de Madeleine Chatelat, née Sangnier (1909-2003), Jean Sangnier (1912-2011), journaliste et résistant, et de Paul Sangnier (1917-1939), explorateur.

## Distinctions
- Officier de la Légion d'honneur (30 janvier 1939)[15]
- Croix de guerre 1914–1918
- Officier de l'ordre de la Couronne de chêne (Luxembourg)
- Chevalier de l'ordre de Saint-Grégoire-le-Grand (Vatican)

## Pérennité
L'Institut Marc-Sangnier, fondé par son fils Jean (1912-2011), conserve les archives et les documents permettant de mieux le connaître ainsi que les souvenirs des mouvements issus de sa pensée et de son action. Livres et documents sont consultables dans les locaux du Sillon et de La Démocratie qui constituent un lieu de mémoire. À cette même adresse se trouvaient aussi les locaux des Foyers de la paix.

## Hommages
De nombreuses voies, parcs, places et établissements scolaires portent son nom dans les villes françaises, notamment à Paris (l'avenue Marc-Sangnier), Lyon, Rennes, Brest, Orléans, Angers, Amiens, La Rochelle, Maisons-Alfort, Antony, Châtenay-Malabry, Palaiseau, Caluire-et-Cuire, Valence, Seyssins, Choisy-le-Roi et La Roche-sur-Yon.

## Œuvres
- L'Éducation sociale du Peuple, Paris, Rondelet, 1899.
- Le Sillon, esprit et méthodes, Paris, Au Sillon, 1905.
- L'Esprit démocratique, Paris, Perrin, 1905.
- Par la mort, Paris, Au Sillon, 1905.
- Une méthode d'éducation démocratique, Paris, Au Sillon, 1906.
- Au lendemain des élections (sous le pseudonyme de François Lespinat), Paris, Au Sillon, 1906.
- La Vie profonde, Paris, Perrin, 1906.
- Le Plus Grand Sillon, Paris, Au Sillon, 1907.
- La Trouée, Paris, Au Sillon, 1908.
- Devant l'affiche, Paris, Au Sillon, 1908.
- Chez les fous, Paris, Au Sillon, 1908.
- La lutte pour la démocratie, Paris, Perrin, 1908.
- Dans l'attente et le silence, Paris, Au Sillon, s.d. ; rééd. Aux sources de l'éloquence, Paris, Bloud et Gay, 1908.
- Conférences aux soldats sur le front, Paris, Bloud et Gay, 1918.
- Ce que savent les jeunes Français d'aujourd'hui, La Démocratie, 1918.
- Le Val noir, La Démocratie, 1919.
- L'Âme commune, 1920-1921.
- L'Anniversaire, La Démocratie, 1928.
- Albert de Mun, Paris, Alcan, 1932.
- Autrefois, Paris, Bloud et Gay, 1933.
- Le Pacifisme d'action, Paris, Foyer de la Paix, 1936.
- Le Combat pour la Paix, Paris, Foyer de la Paix, 1937.
- Histoire des Auberges de la Jeunesse, édité par Les Auberges, 1946.
- Discours, 10 tomes :
  - Tome I – 1891-1906,
  - Tome II – 1906-1909,
  - Tome III – 1910-1913,
  - Tome IV – 1912-1913,
  - Tome V – 1913-1919,
  - Tome VI – 1919-1922,
  - Tome VII – 1922-1923,
  - Tome VIII – 1923-1925,
  - Tome IX – 1925-1929,
  - Tome X – 1930-1937.